# Thomas Jungbauer
Thomas Johann Jungbauer Genao (Jarabacoa, 30 luglio 2005) è un calciatore dominicano, centrocampista svincolato.

## Carriera

### Club
Jungbauer è cresciuto nel settore giovanile del LASK, che ha lasciato nel febbraio del 2022 per entrare a far parte del settore giovanile della SPAL. Dopo una sola stagione in Italia dove ha giocato con le formazioni Under-17 e Under-18, è passato alla Dyn. Č. Budějovice, club della prima divisione ceca, con cui trascorre una stagione senza però mai scendere in campo; successivamente si trasferisce nella seconda divisione austriaca al Ried.

### Nazionale
Nel maggio del 2023 con la nazionale dominicana Under-20 ha partecipato al Mondiale Under-20, disputando tre incontri nella fase a gironi. Successivamente ha giocato anche nella nazionale dominicana Under-23.
Nel 2024 è stato convocato dalla nazionale olimpica dominicana per partecipare ai Giochi della XXXIII Olimpiade.